# Body (Loud Luxury)
Body è un singolo del duo musicale canadese Loud Luxury, pubblicato il 27 ottobre 2017.

## Descrizione
Body, che vede la partecipazione vocale del cantante statunitense Brando, è stato descritto da Billboard come un brano house e ha ottenuto il Juno Award alla registrazione dance dell'anno.

## Tracce
Testi e musiche di Andrew Fedyk, Joeseph Depace, Cassio Lopes, Marlon McClain II e Nicholas Henriques.
Download digitale – 1ª versione
1. Body (feat. Brando) – 2:43

Download digitale – 2ª versione
1. Body (feat. Brando) – 2:43
2. Body (feat. Brando) (Orjan Nilsen Remix) – 3:12
3. Body (feat. Brando) (Late Nite Version) – 3:07
4. Body (feat. Brando) (PBH & Jack Shizzle Remix) – 3:00
5. Body (feat. Brando) (Chus & Ceballos Remix) – 3:27
6. Body (feat. Brando) (Dirtcaps Remix) – 3:18
7. Body (feat. Brando) (Mike Hawkins Remix) – 3:39
8. Body (feat. Brando) (Extended Mix) – 3:36
9. Body (feat. Brando) (Orjan Nilsen Extended Remix) – 4:44
10. Body (feat. Brando) (PBH & Jack Shizzle Extended Remix) – 4:57
11. Body (feat. Brando) (Chus & Ceballos Extended Remix) – 7:02
12. Body (feat. Brando) (Mike Hawkins Extended Remix) – 4:40

Download digitale – Dzeko Remix
1. Body (feat. Brando) (Dzeko Remix) – 2:45

CD singolo (Germania, Austria e Svizzera)
1. Body – 2:43
2. Body (Extended Mix) – 3:36

Download digitale – 3ª versione
1. Body on My (feat. Brando, Pitbull & Nicky Jam) – 3:12

## Classifiche

### Classifiche settimanali
| Classifica (2018-19) | Posizione massima |
| -------------------- | ----------------- |
| Australia            | 7                 |
| Austria              | 7                 |
| Belgio (Fiandre)     | 29                |
| Belgio (Vallonia)    | 21                |
| Canada               | 3                 |
| Danimarca            | 5                 |
| Estonia              | 11                |
| Francia              | 132               |
| Germania             | 7                 |
| Grecia               | 20                |
| Irlanda              | 4                 |
| Lettonia             | 11                |
| Lituania             | 8                 |
| Norvegia             | 36                |
| Nuova Zelanda        | 10                |
| Paesi Bassi          | 19                |
| Polonia              | 2                 |
| Regno Unito          | 4                 |
| Repubblica Ceca      | 15                |
| Russia               | 48                |
| Slovacchia           | 16                |
| Slovenia             | 5                 |
| Stati Uniti          | 80                |
| Svezia               | 49                |
| Svizzera             | 15                |
| Ucraina              | 194               |
| Ungheria             | 22                |

### Classifiche di fine anno
| Classifica (2018) | Posizione |
| ----------------- | --------- |
| Australia         | 40        |
| Austria           | 15        |
| Belgio (Fiandre)  | 86        |
| Canada            | 5         |
| Danimarca         | 21        |
| Estonia           | 26        |
| Germania          | 20        |
| Irlanda           | 14        |
| Islanda           | 42        |
| Paesi Bassi       | 89        |
| Polonia           | 15        |
| Regno Unito       | 33        |
| Svizzera          | 38        |
| Ungheria          | 98        |
| Classifica (2019) | Posizione |
| Australia         | 33        |
| Austria           | 62        |
| Canada            | 88        |
| Danimarca         | 54        |
| Germania          | 69        |
| Irlanda           | 47        |
| Nuova Zelanda     | 31        |
| Polonia           | 72        |
| Regno Unito       | 65        |
| Russia            | 159       |
| Slovenia          | 20        |
| Svizzera          | 50        |